# Cutus
Cutus (Kutus) é uma cidade do Quênia situada na antiga província Central, no condado de Quiriniaga. De acordo com o censo de 2019, havia 9 143 habitantes.